# Wauconda, Illinois
Wauconda là một làng thuộc quận Lake, tiểu bang Illinois, Hoa Kỳ. Năm 2010, dân số của làng này là 13603 người.

## Dân số
Dân số qua các năm:
- Năm 2000: 9448 người.
- Năm 2010: 13603 người.